# (73141) 2002 GK87
(73141) 2002 GK87 – planetoida z pasa głównego asteroid okrążająca Słońce w ciągu 4,12 lat w średniej odległości 2,57 j.a. Odkryta 10 kwietnia 2002 roku.